# Cornu aspersum

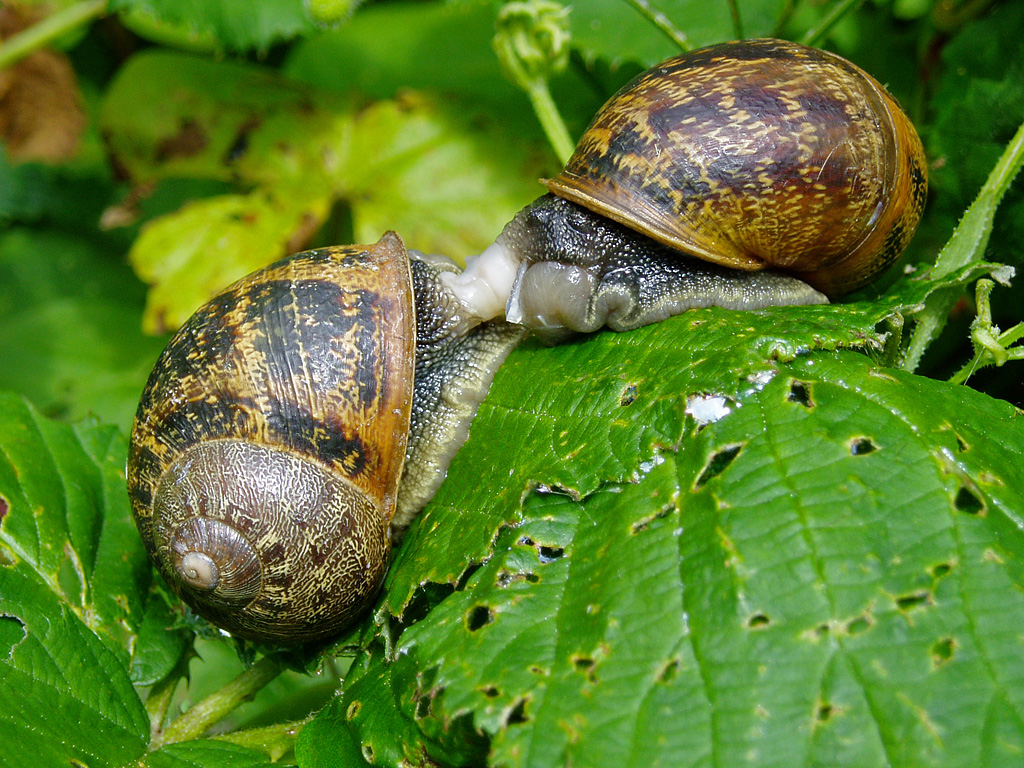
Dos especímenes apareándose.

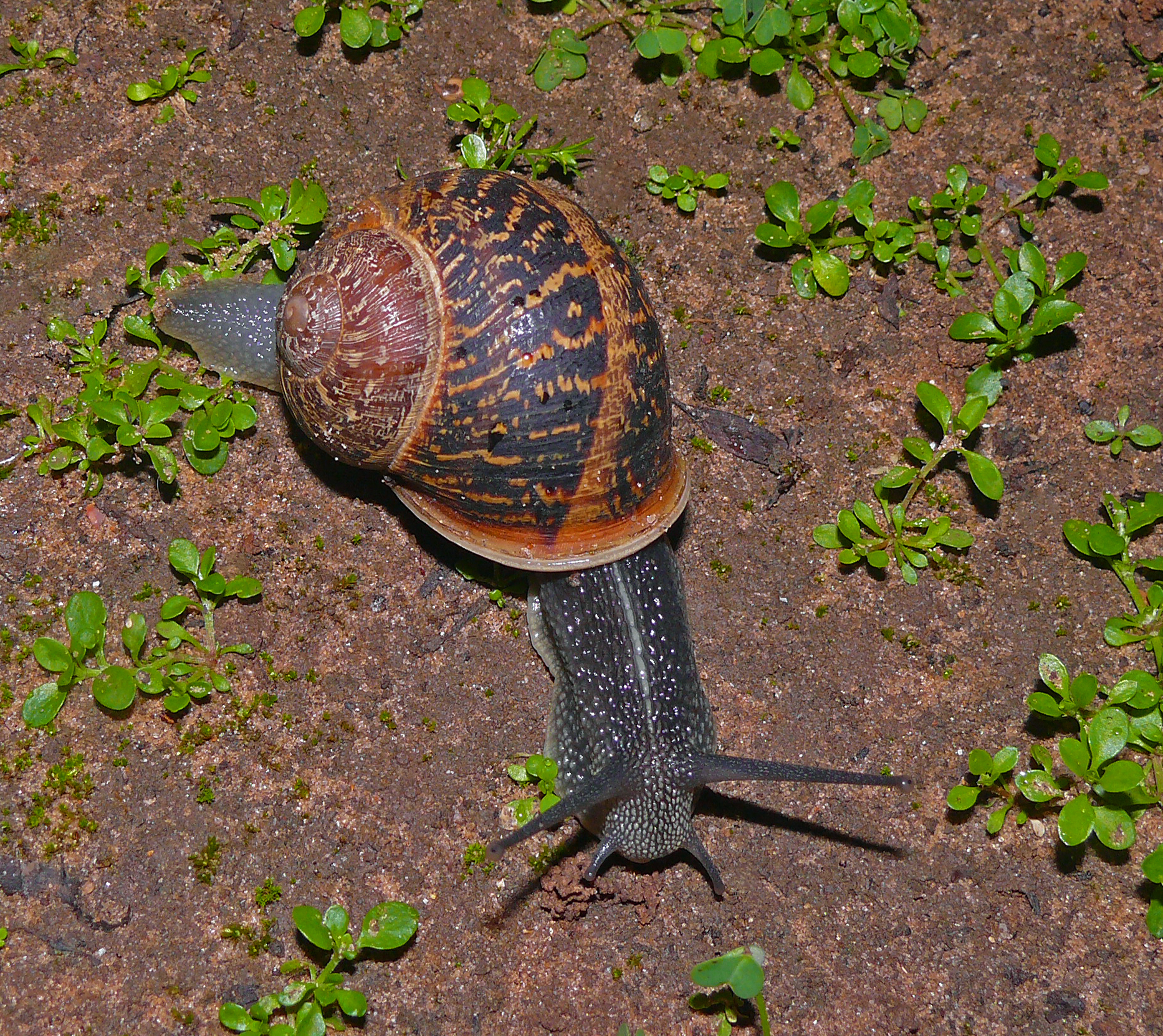
Helix aspersa

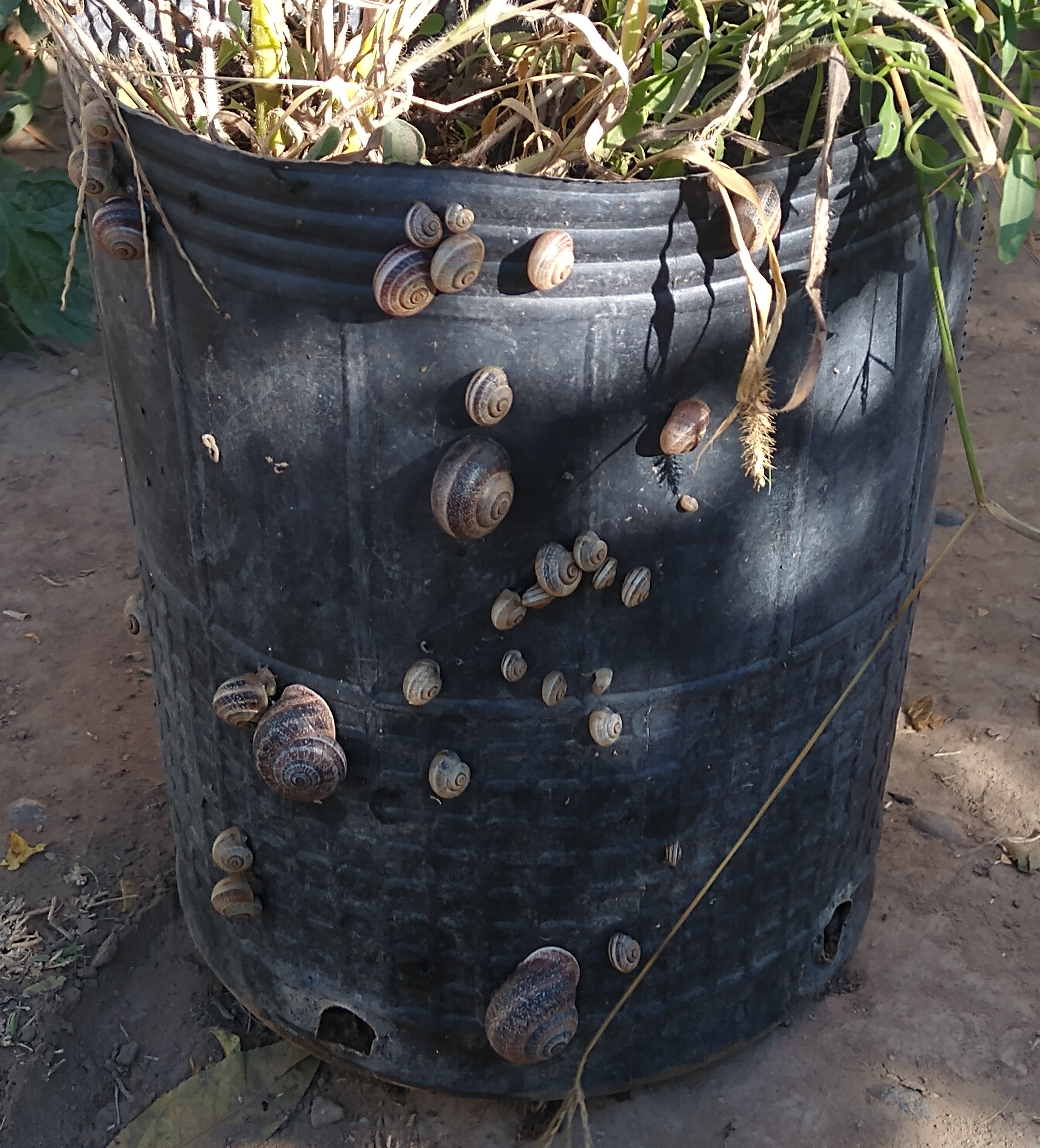
Plaga de caracoles en un jardín

El caracol común de jardín o burgajo (Cornu aspersum) es una especie de molusco gasterópodo pulmonado de la familia Helicidae, de vida terrestre. Anteriormente se la consideraba parte del género Helix, cuyas especies son muy similares. No debe confundirse con Helix pomatia, el caracol romano, otra de las especies más abundantes en Europa.
El nombre científico de esta especie cambió de acuerdo con sucesivas investigaciones. El nombre válido es Cornu aspersum. Algunos nombres usados anteriormente para denominarla son Helix aspersa Müller, Cantareus (Helix) aspersa, Cryptomphalus aspersum.

## Características

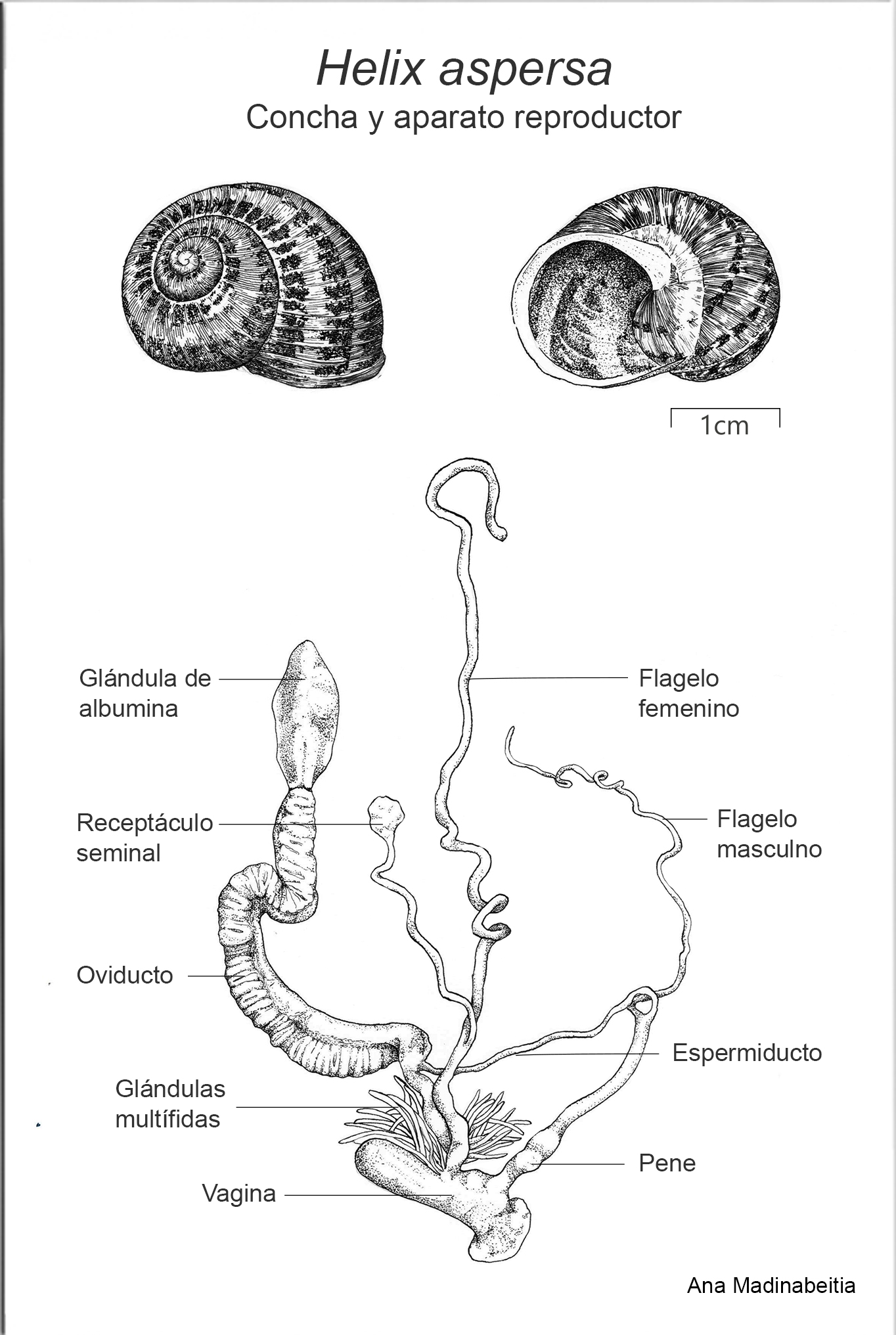
Concha y aparato reproductor de Helix aspersa

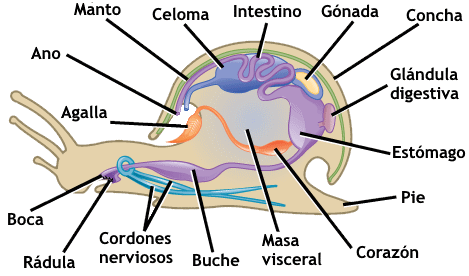

Su cuerpo es de hasta 8 cm de largo. Es de hábitos crepusculares y nocturnos, aunque en lugares húmedos en penumbra y en días de lluvia también es activo de día. En época de sequía se esconde dentro de la concha y se encierra elaborando un "tapón" a base de moco seco llamado epifragma.
Como la mayoría de las babosas y caracoles, posee órganos sexuales masculinos y femeninos, por lo que cualquier pareja de individuos puede procrear. Es hermafrodita, ovíparo y posee una concha calcárea enrollada en espiral. Famoso por su proverbial lentitud, se mueve a una velocidad máxima de 0,05 km/h, a pesar de lo cual es uno de los caracoles más rápidos.

## Distribución
Es originario de Europa, pero vive en muchas otras zonas del planeta. En América del Sur, se lo registra como especie no nativa en Uruguay, Argentina, Chile, Brasil, Perú, Colombia, Ecuador y Venezuela.

## Como plaga en los cultivos
Tanto en Europa como en las regiones en las que se ha introducido accidentalmente, este caracol es una plaga de los cultivos que puede provocar graves pérdidas económicas. El 90% de caracoles terrestres que son plagas de cultivos en Latinoamérica son especies introducidas, mayormente de Europa, que proliferan sin control debido a la ausencia de predadores.

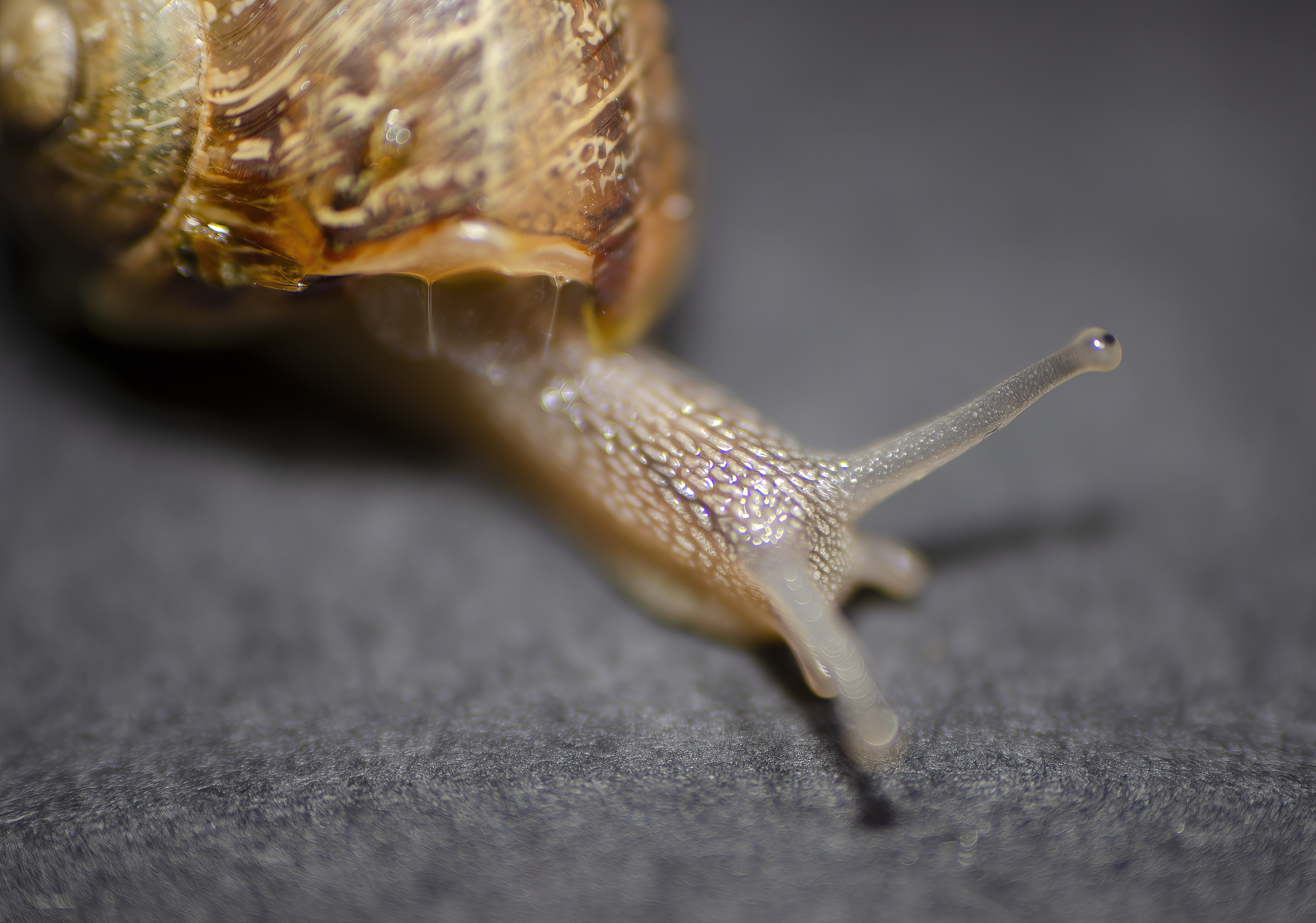
Caracol de jardín

Dado que el comercio internacional puede facilitar la dispersión del caracol Cornu aspersum a través de embarques de productos agrícolas, muchos países han adoptado rigurosas medidas sanitarias para evitar la introducción de la especie y proteger sus cultivos. Por ejemplo, Canadá y Estados Unidos incluyen a la especie en sus listas de plagas. El Organismo Internacional Regional de Sanidad Agropecuaria OIRSA ha publicado un documento técnico dirigido a las autoridades aduaneras de los países miembros (México, Guatemala, El Salvador, Honduras, Nicaragua, Costa Rica y Panamá), en donde llama la atención sobre los daños que ocasionan caracoles y babosas de tierra en jardines, huertos, viveros, invernaderos, cafetales, plantaciones de cacao, y áreas dedicadas a producción hortícola, instando a las autoridades aduaneras a ejercer un estricto control para evitar su dispersión.
La especie Cornu aspersum fue hallada en cincuenta y tres países alrededor del mundo, de los cuales treinta y dos la reportaron como especie introducida y seis como especie invasora (Brasil, Estados Unidos, Nueva Zelanda, Australia, Ecuador y Sudáfrica). A esta lista debe agregarse Colombia, que mediante Resolución 848 de 2008, expedida por el Ministerio de Ambiente, declaró al caracol de jardín como especie invasora en su territorio nacional. A nivel de Latinoamérica, en el marco de la Estrategia Regional de Biodiversidad para los Países del Trópico Andino, se publicó en el año 2001 un documento técnico que registra a la especie Cornu aspersum como plaga de Colombia, Ecuador, Perú y Venezuela. Estudios posteriores ampliaron su rango de distribución como especie no nativa a otros países de América del Sur (ver la sección Distribución). La cría comercial de Cornu aspersum en Colombia ha sido cuestionada en diversas fuentes.

## Gastronomía
Este gasterópodo es muy apreciado en gastronomía mediterránea. Es común en Francia, adonde es llamado petit gris, y en Cataluña, conocido como bover. En la ciudad de Lérida cada año se celebra el Aplec del Caragol, una fiesta popular dedicada a esta variedad de caracol con más de doscientos mil visitantes y unas doce toneladas de caracoles ingeridos. La particularidad gastronómica que diferencia esta variedad de caracol es el sabor y la textura de su baba, también utilizada en productos de cosmética. Para su consumo, se recolecta o se cría en granjas especiales. La cría de caracoles se llama helicicultura.